# Tahboult n'tmelaline
La tahboult n'tmelaline (galette d'œufs), parfois appelée simplement tahboult (« galette »), ou mchaoucha, est un gâteau algérien, préparé communément par les Kabyles et les Chaouis, à base d'œufs et de semouline (semoule très fine) ou de farine, servi dans du miel.

## Variante

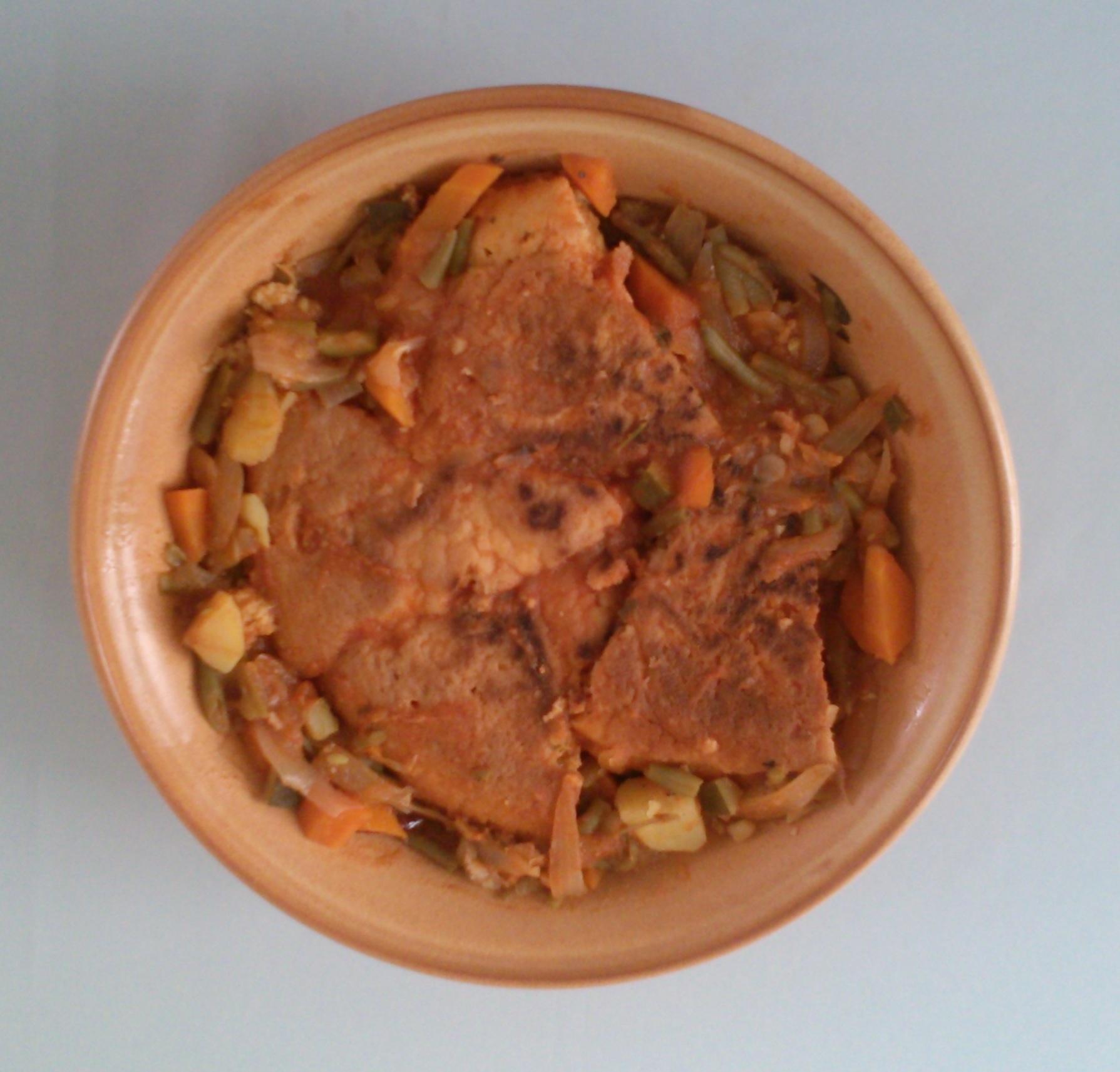
Tahboult à la sauce (région de Sidi Aich).

Il existe aussi le tahboult el marqa, une version salée, faite de semoule accompagnée d'une sauce.